# نیکولا دویلدر
 نیکولا دویلدر (فرانسوی: Nicolas Devilder‎؛ زادهٔ ۲۵ مارس ۱۹۸۰) یک تنیس‌باز اهل فرانسه است.